# Валь-де-Альмонасід
Валь-де-Альмонасід, Ла-Валь-д'Алмонезір (ісп. Vall de Almonacid (офіційна назва), валенс. La Vall d'Almonesir) — муніципалітет в Іспанії, у складі автономної спільноти Валенсія, у провінції Кастельйон. Населення — 278 осіб (2010).

## Географія
Муніципалітет розташований на відстані близько 280 км на схід від Мадрида, 36 км на захід від міста Кастельйон-де-ла-Плана.

## Демографія
Динаміка населення (INE ):

## Галерея зображень

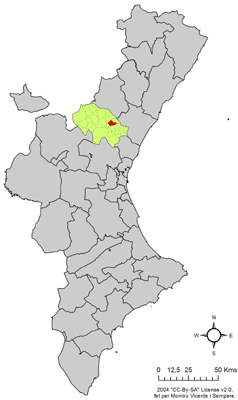
Розташування муніципалітету Валь-де-Альмонасід у автономній спільноті Валенсія
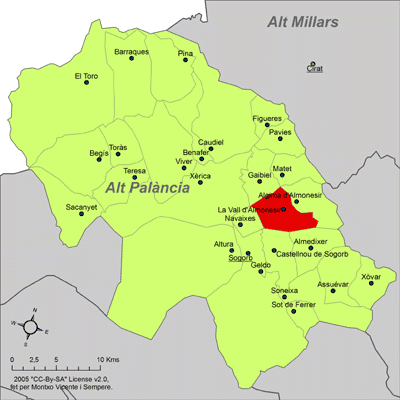
Розташування муніципалітету Валь-де-Альмонасід у комарці Альто-Палансія
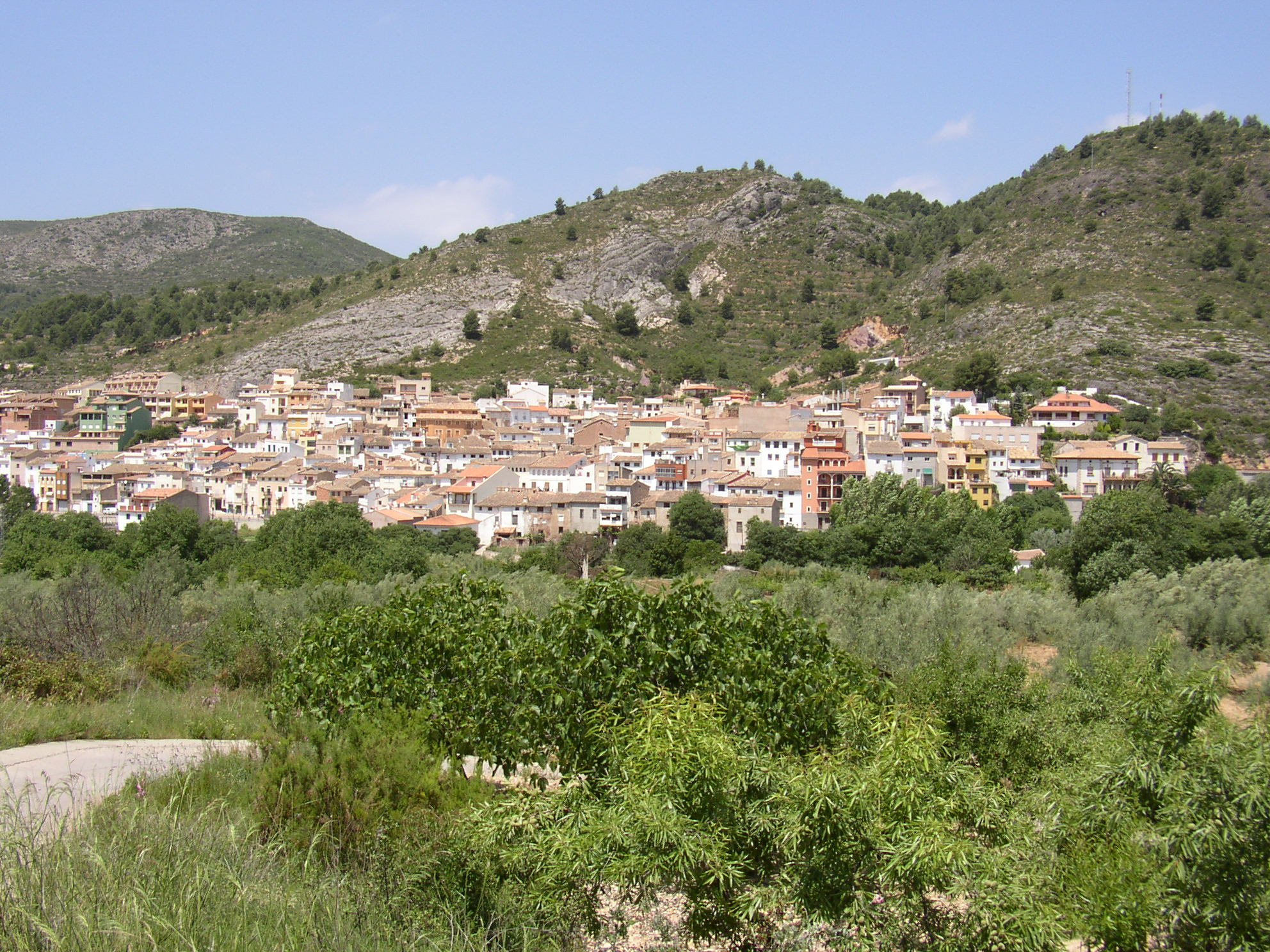
Панорама
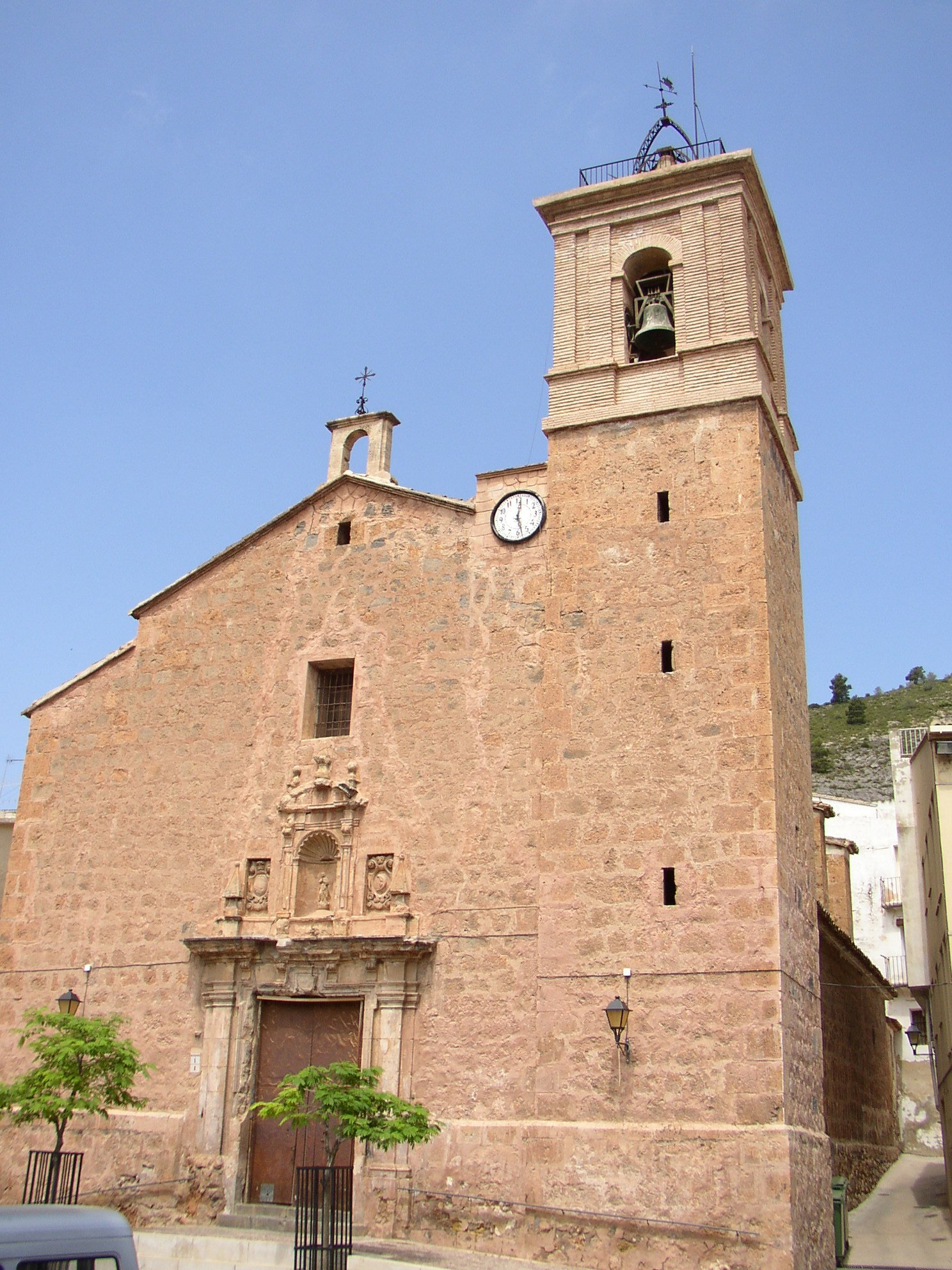
Парафіяльна церква
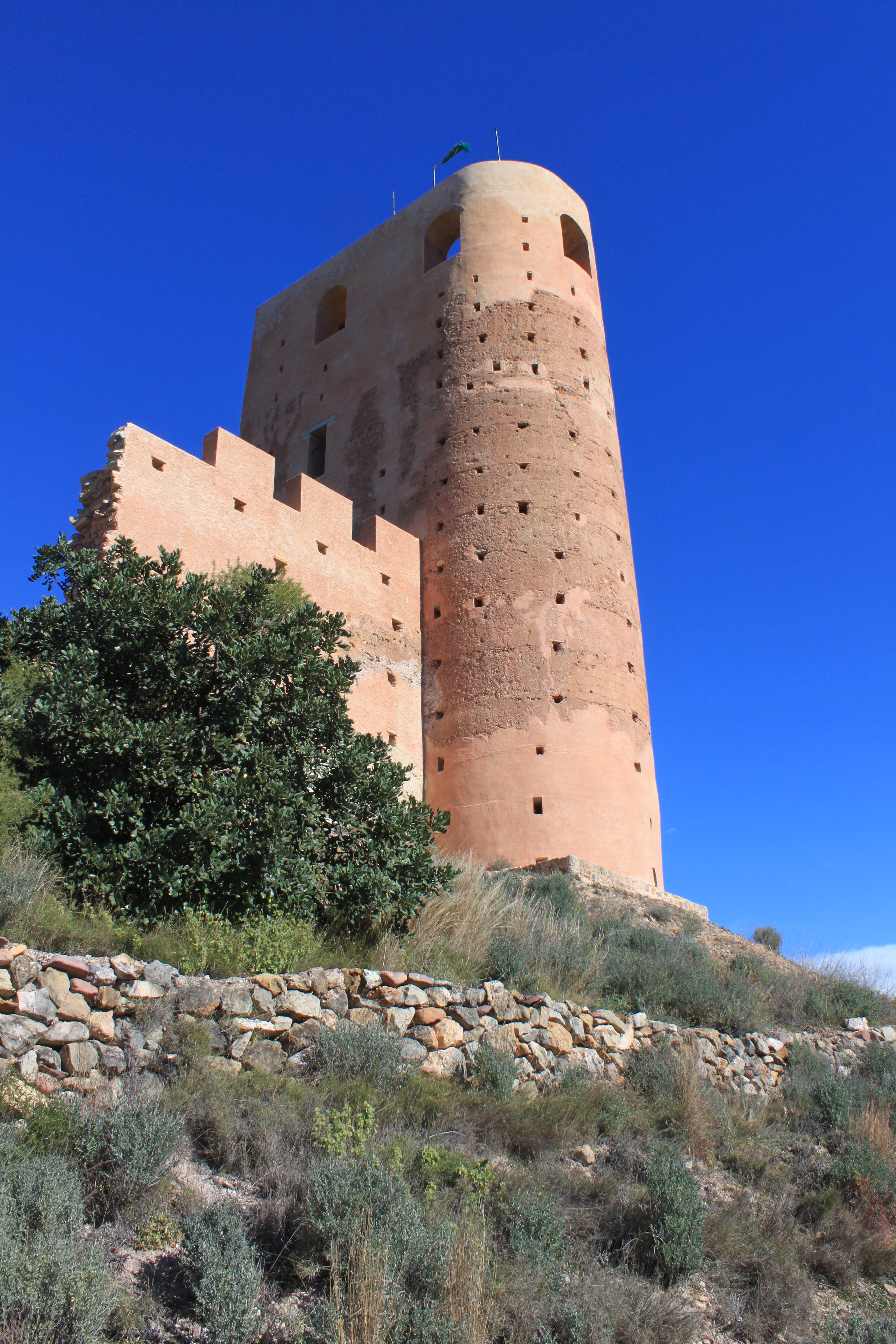
Замок Альмонесір